# Jastrzębia (Ciężkowice)
Jastrzębia (früher auch Jastrzębie, Jastrzębce) ist ein Dorf der Gemeinde Ciężkowice im Powiat Tarnowski der Woiwodschaft Kleinpolen in Polen.

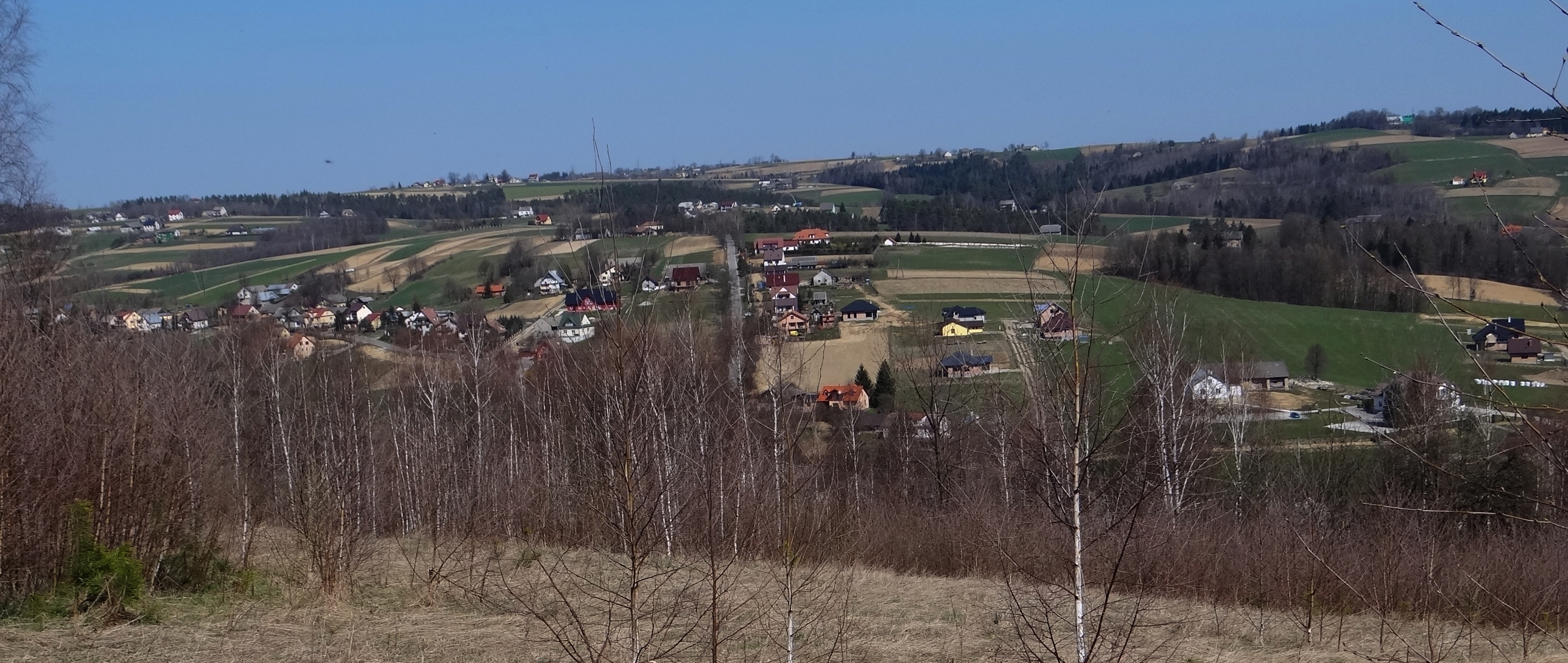
Blick auf das Dorf

## Geographie
Der Ort liegt am Bach Jastrzębianka im Rożnów-Gebirge, 5 km westlich der Stadt Ciężkowice. Die Nachbarorte sind Słona, Brzozowa und Polichty im Norden, Kipszna und Kąśna Górna im Osten, Jamna und Siekierczyna im Süden, sowie Olszowa und Paleśnica im Westen.

## Geschichte
Der Ort wurde im Jahr 1373 als die Pfarrei Iastrzaba im Dekanat Siedliska erstmals urkundlich erwähnt.
Politisch und administrativ gehörte das Dorf zum Königreich Polen (ab 1569 in der Adelsrepublik Polen-Litauen), Woiwodschaft Krakau, Kreis Sącz. Die Ortskirche wurde in der Zeit der Reformation unter dem Besitzer Stanisław Taszycki-Andrzej um das Jahr 1561 für rund 60 Jahre zum Sitz eine arianischen Gemeinde, d. h. der Polnischen Brüder.
Bei der Ersten Teilung Polens kam Jastrzębia 1772 zum neuen Königreich Galizien und Lodomerien des habsburgischen Kaiserreichs (ab 1804).
1918, nach dem Ende des Ersten Weltkriegs und dem Zusammenbruch der k.u.k. Monarchie, kam Jastrzębia zu Polen. Unterbrochen wurde dies nur durch die Besetzung Polens durch die Wehrmacht im Zweiten Weltkrieg.
Von 1975 bis 1998 gehörte Jastrzębia zur Woiwodschaft Tarnów.

## Sehenswürdigkeiten

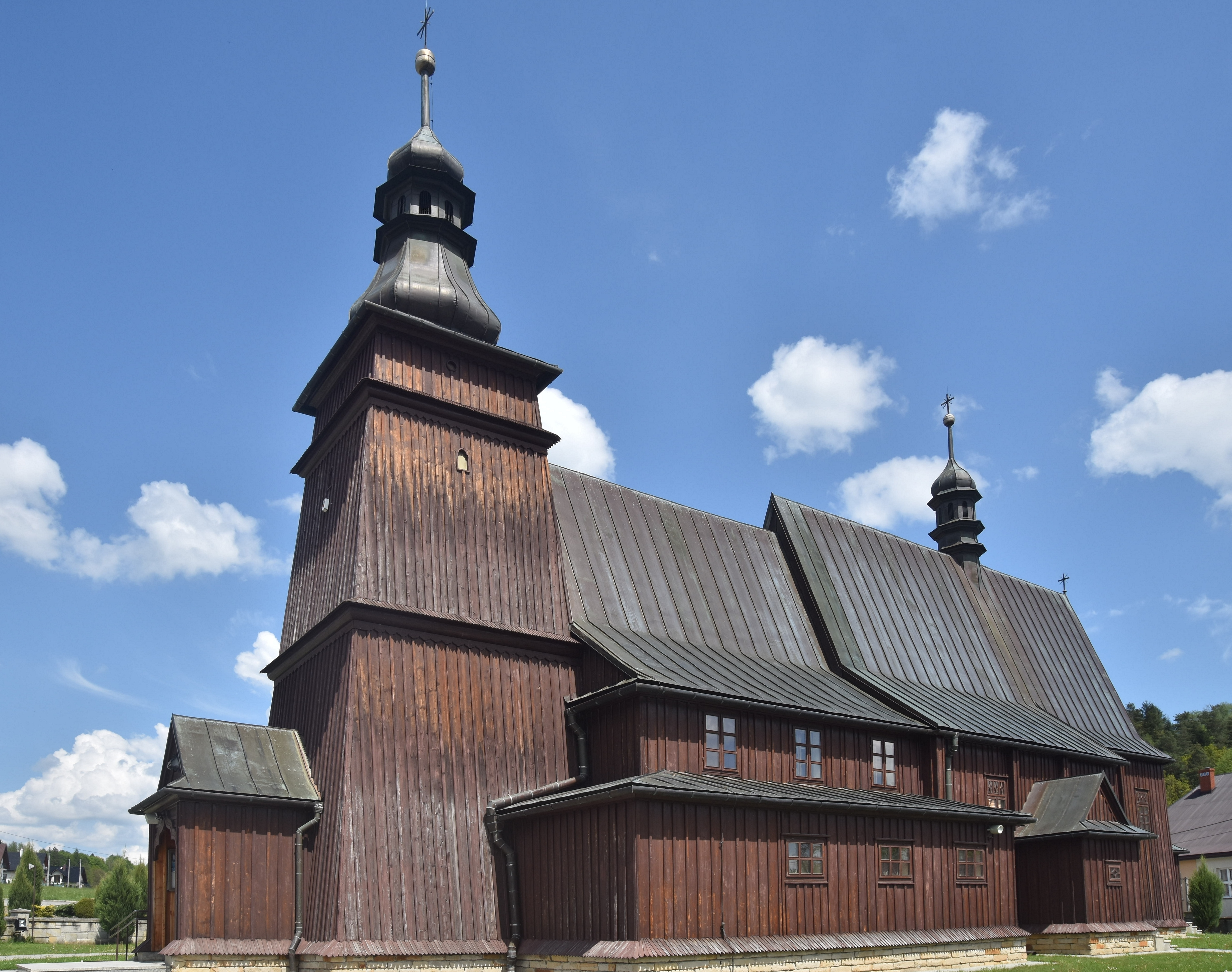
Holzkirche

- Alte Holzkirche, um 1525 gebaut[1]